# Wolfgang Paul (futebolista)
Wolfgang Paul (Olsberg, 25 de janeiro de 1940) é um ex-futebolista alemão que atuava como defensor.

## Carreira
Aos 17 anos, Paul começou a jogar no VfL Schwerte até que o técnico Max Merkel o contratou para o Borussia Dortmund.  O meio-atacante de 1,86 m de altura foi convertido em um chefe defensivo no BVB. Seu maior desempenho foi nas fases decisivas da Taça dos Clubes Vencedores de Taças de 1965–66. Na semi-final contra o West Ham United e na final contra o Liverpool, ele salvou a vantagem do BVB de 2-1.
Ao todo, ele jogou 148 vezes, fazendo seis gols, na Bundesliga e foi campeão da Copa da Alemanha em 1964–65 e da  Taça dos Clubes Vencedores de Taças de 1965–66. De 1965 a 1968, Paul foi o capitão do time.
Em abril de 1966, Paul foi convocado pela primeira vez para a Seleção Alemã pelo técnico Helmut Schön e fez sua estréia em Bremen. Em 1966, ele foi convocada para a Copa do Mundo de 1966 e se tornou vice-campeão sem ter jogado um jogo.
Em 1968, Paul sofreu uma grave lesão meniscal, da qual nunca se recuperou adequadamente.

## Pós Carreira
Após o fim de sua carreira como jogador, ele trabalhou como treinador no clube de futebol local, Bigge-Olsberg e SC Willingen.
Ele é presidente do Conselho de Anciãos do Borussia Dortmund. Desde 1971, Paul tem operado uma loja de relógios em Bigge/Hochsauerlandkreis, chamada joalheria e relojoaria Wolfgang Paul, que agora é dirigida principalmente por sua filha.

## Títulos
- Taça dos Clubes Vencedores de Taças: 1965–66
- DFB-Pokal: 1964–65